# Kokumi
Kokumi (コク味?) è un termine giapponese (koku, ‘ricco’, mi, ‘sapore’) utilizzato per descrivere una caratteristica serie di sostanze chimiche che sono in grado di conferire agli alimenti una maggiore gradevolezza al palato aumentandone il gusto percepito e la pienezza e complessità del sapore.

## Caratteristiche
Esempi tipici di tali sostanze sono rappresentati dai composti volatili e idrosolubili, derivati dall'amminoacido cisteina, S-(1-propenil)-L-cisteina solfossido ed S-(2-propenil)-L-cisteina solfossido che contraddistinguono rispettivamente l'aroma delle cipolle e dell'aglio. Inoltre, anche il tripeptide glutatione mostra forte attività kokumi.

## Recettori
Il kokumi, pur essendo oggetto di dibattito, è il sesto gusto fondamentale in quanto potrebbe fare parte dell'umami. Le sostanze kokumi esplicano la loro azione sensoriale legandosi ai recettori sensibili al calcio (CaSR), a cui segue un'aumentata concentrazione intracellulare di ioni calcio, intensificando più specificamente la percezione del salato, del dolce e dell'umami.

## Altri modificatori di sapore correlati
Oltre alle sostanze menzionate, esiste poi una serie di composti naturali e sintetici che è in grado di generare modifiche del sapore (vellutato, ricchezza, cremosità e succosità) che sono imparentate con il kokumi. Esempi di tali composti, che non sono propriamente considerati kokumi, sono i succinati, che impartiscono sapore di brodo, il maltolo, etilmaltolo e vanillina (usati come additivi nell'industria alimentare) e infine il m-cresolo naturalmente presente nel latte e nella carne dei ruminanti.